# Johan Almén
Johan Almén, föddes 2 december 1804 i Karlstorps socken, Jönköpings län, död 5 mars 1865 i Grebo landskommun, Östergötlands län, var en svensk präst i Grebo församling.

## Biografi
Johan Almén föddes 2 december 1804 i Karlstorps socken. Han var son till hemmansägaren Sven Christiansson och Anna Christina Berggren i Järeda socken. Almén blev höstterminen 1826 student vid Uppsala universitet, Uppsala och medlem i Östgöta nation. Han prästvigdes efter infödingsrätt i Linköpings stift 21 augusti 1828. Almén blev 15 december 1837 brukspredikant vid Gusums bruk och tillträde 1838 och tog pastoralexamen 4 december 1839. Han var samtidigt från 22 februari 1844 regementspastor vid Norra skånska infanteriregementet och deltog mellan 1849 och 1850 i regementet till Danmark och Schleswig. Almén blev 10 juli 1852 kyrkoherde (extra sökande) i Grebo församling, Grebo pastorat, tillträde 1853 och blev 12 december 1860 prost. Han avled 5 mars 1865 i Grebo landskommun.

### Familj
Almén gifte sig 27 augusti 1839 med Anna Fredrica Wilhelmina Stenhammar (1815–1892). Hon var dotter till kyrkoherden Christian Stenhammar och Anna Brita Sundström i Häradshammars socken.